# Jules Legras
Jules Émile Legras, né à Passy (Yonne) le 25 mai 1866 et mort à Dijon le 12 mai 1939) est un ethnologue français.

## Biographie
Élève de l'École normale supérieure (1886-1889), agrégé d'allemand, docteur ès lettres, il devient professeur au lycée puis à l'université de Bordeaux.
En 1890, il commence à voyager en Russie et apprend le russe. En 1896, il part de Moscou pour la Sibérie en suivant la Volga puis la vallée de la Kama par laquelle il atteint Perm. En train, il se rend à Ekaterinbourg puis Tioumen et étudie les anciens villages de colonisation autour d'Omsk ainsi que l'installation des nouveaux colons dans la steppe du Kirghizstan.
Chargé de mission du ministère de l'Instruction publique, il emprunte en 1898 le Transsibérien, visite Barnaoul, Tomsk et Krasnoiarsk puis Irkoutsk et Kiakhta. Après le lac Baïkal, il descend la Chilka puis l'Amour et voit Blagovechtchensk et Khabarovsk. Legras, en outre de l'ethnologie, étudie aussi la colonisation agricole, l'exploitation des mines et la croissance des villes traversées par le Transsibérien.
Legras observe les convois de forçats en route pour Tchita, visite Kiakhta et Vladivostok puis se rend au Japon où il se repose un mois et qu'il parcourt de Nagasaki à Osaka et de Kyoto à Tokyo.
Il traverse ensuite le Pacifique puis l'Amérique du Nord et l'Atlantique pour rentrer en France après avoir ainsi effectué un tour du monde.
Le 24 février 1897, il soutient ses deux thèses de doctorat ès lettres à la Faculté de Paris. La première, en français, traite de Henrich Heine poète. La deuxième, en latin, traite de philosophie. Cette même année 1897, Legras parvient à introduire l'étude du russe à la faculté des lettres de Dijon. Il traduit en 1904 le livre sur le Transsibérien de Koulomzine.
Bien qu'âgé de près de 50 ans, il est volontaire et mobilisé comme officier-interprète au cours de la Première Guerre mondiale. En 1916, il est envoyé (avec le grade de lieutenant) en Russie pour faire des conférences, affecté au 2e Bureau. Puis il est affecté directement dans l'armée russe où il reçoit un grade d'officier et sert sous l'uniforme russe dans un corps d'armée sibérien. En 1916, il est promu capitaine dans l'armée française, puis la Révolution prenant le dessus il est rapatrié par Mourmansk. Il raconte en détail ces événements et péripéties dans ses intéressants Mémoires de Russie parus en 1921 chez Payot. Il termine la guerre chef de bataillon, officier de la Légion d'honneur (1920), décoré de la Croix de guerre 1914-1918 avec plusieurs citations ainsi que de décorations russes.
Legras a passé un total de dix ans en Russie au cours des vingt-huit ans de sa vie.
Il reprend alors ses fonctions universitaires et devient en 1929 professeur de littérature russe à la Sorbonne. En parallèle de ces fonctions universitaires, Jules Legras est visiting professor à l'Université Columbia de New York (automne 1920), collaborateur du Journal des Débats (1893 : enquêtes politiques en Serbie, Bulgarie et Allemagne), collaborateur des Annales de géographie, du Temps (enquête en Russie en 1900, 1904 et 1905), de la Revue des Deux mondes, de la Revue bourguignonne, de la Vie des peuples, ou encore de la Revue critique.
Il est conseiller municipal de Dijon de 1908 à 1914.
Doyen honoraire de la faculté des lettres de Dijon, il y meurt le 12 mai 1939.
Le Fonds Legras est conservé à la Bibliothèque municipale de Dijon. Il contient notamment le journal personnel de Legras, manuscrit autographe de 9000 pages environ, qui couvre près de cinquante années de vie publique et privée, jusqu'en 1939, année de son décès.

## Œuvres
- Au pays russe, Armand Colin, 1895 (lire en ligne sur Gallica), prix Montyon de l’Académie française en 1896
- Henri Heine, poète, Calmann-Lévy, 1897, prix Marcelin Guérin de l’Académie française en 1898
- En Sibérie[1], Armand Colin, 1899 (lire en ligne sur Gallica)
- De Povenets à Arkhangelsk, Annales de Géographie, 1913, p. 245-254
- Mémoires de Russie, Payot, 1921, prix Marcelin Guérin de l’Académie française en 1922
- La Signification nationale du voyage à l'étranger, 1927
- La Littérature en Russie, Armand Colin, 1929, prix Bordin de l’Académie française en 1930
- L’Âme russe, Flammarion, 1934
- Précis de grammaire russe, 1934
- Réflexions sur l'art de traduire, Paris, Imprimerie L. Beresniak, 1939